# Lythrodes radiatus
Lythrodes radiatus là một loài bướm đêm trong họ Noctuidae.